# Auró

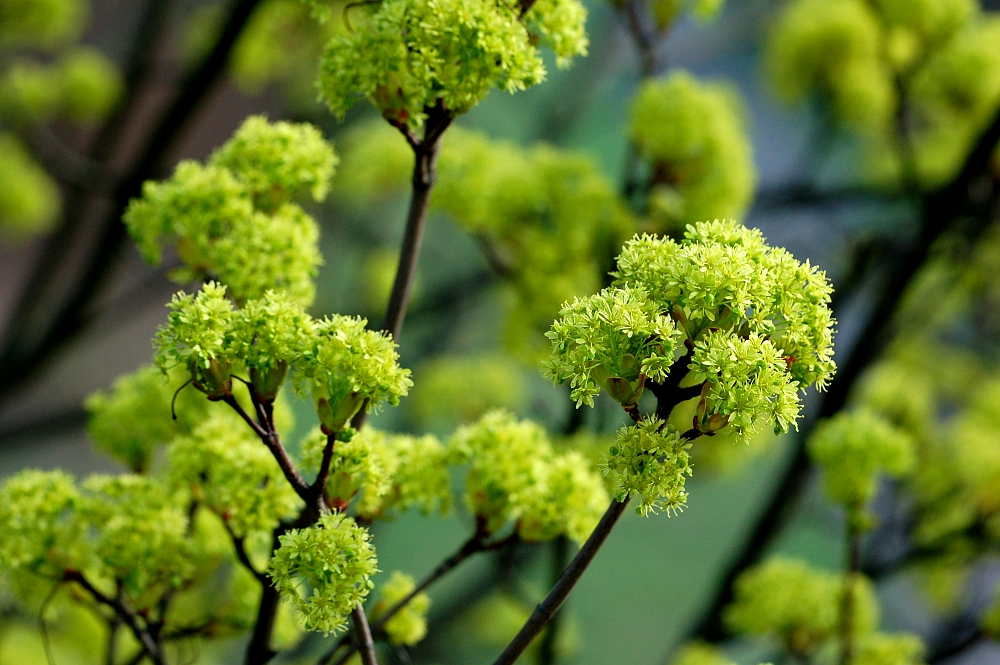
Inflorescència dAcer platanoides (erable)

Els aurons (Acer) són un gènere de plantes angiospermes de la família de les sapindàcies (Sapindaceae). Son plantes natives d'Europa, Àsia, Amèrica del Nord i nord d'Àfrica.
A Catalunya hom pot trobar l'auró blanc (Acer campestre), l'auró negre (Acer monspessulanum), la blada (Acer opalus), el fals plàtan (Acer pseudoplatanus), l'erable (Acer platanoides) i espècies introduïdes invasores com l'auró americà (Acer negundo).

## Descripció
La major part d'espècies del gènere Acer són caducifolis de talla mitjana, si bé n'hi ha algunes de gran talla, i d'altres arbustives. Les fulles són oposades, i els fruits en forma de sàmara, normalment en parelles unides per la base. L'angle que formen les dues sàmares és característic de cada espècie. La fulla típica és palmada-lobada, amb cinc lòbuls, però hi ha excepcions, com ara Acer negundo, que té fulles compostes.
La major part d'aurons tenen flors femenines i masculines al mateix arbre, podent haver-hi també flors hermafrodites alhora. Aquest fenomen s'anomena dicogàmia. La floració a la secció Rubra es produeix abans de la brotada de les fulles, però a la majoria és simultània. En aquesta època els arbres són molt decoratius. Algunes espècies són mel·líferes, com ara Acer pseudoplatanus.
Les flors es presenten en forma d'inflorescència, sent les principals: Raïm, espiga, panícula i umbel·la. Les inflorescències poden tenir fins a 20 cm, i estar formades per unes poques flors, fins a diversos centenars.
Les sàmares es componen d'una aleta i una petita esfera, que conté la llavor. Normalment estan unides per la base en parelles, i formen un angle molt característic de cada espècie, que va des dels 180° al paral·lelisme. L'aleta serveix per al transport de la llavor pel vent. Alguns fruits tenen una coloració vermella marcada.

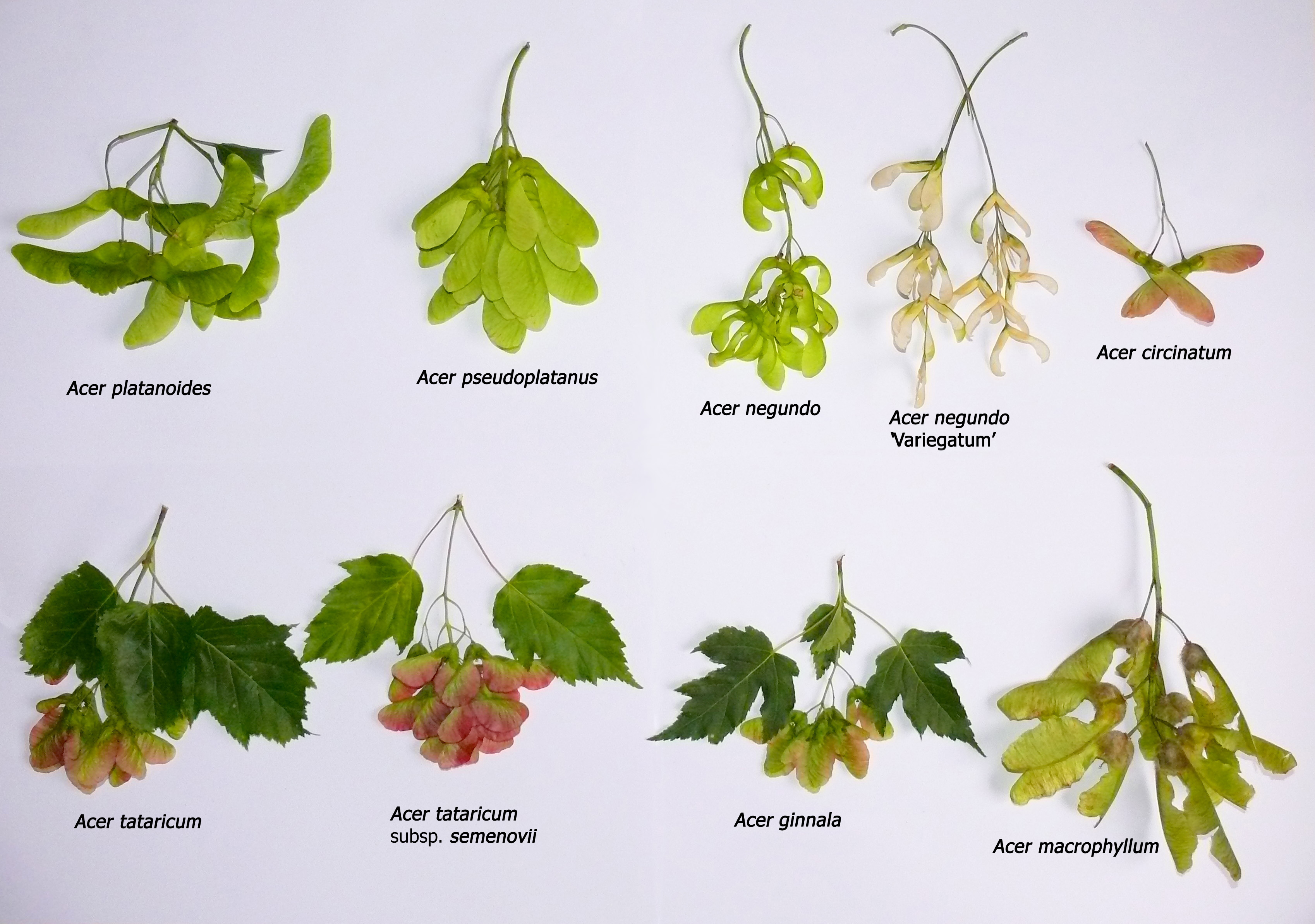
Fruits en sàmara d'aurons

## Taxonomia
Aquest gènere va ser descrit per primer cop l'any 1753 a l'obra Species Plantarum de Carl von Linné (1707-1778).

### Espècies
Dins del gènere Acer es reconeixen les 153 espècies següents:
- Acer acuminatum Wall. ex D.Don
- Acer acutum W.P.Fang
- Acer albopurpurascens Hayata
- Acer amamiense T.Yamaz.
- Acer amplum Rehder
- Acer argutum Maxim.
- Acer barbinerve Maxim.
- Acer binzayedii Y.L.Vargas-Rodr.
- Acer brevipes Gagnep.
- Acer buergerianum Miq.
- Acer caesium Wall. ex Brandis
- Acer calcaratum Gagnep.
- Acer campbellii Hook.f. & Thomson ex Hiern
- Acer campestre L. - auró arrugat[1]
- Acer capillipes Maxim.
- Acer cappadocicum Gled.
- Acer carpinifolium Siebold & Zucc.
- Acer caudatifolium Hayata
- Acer caudatum Wall.
- Acer chiangdaoense Santisuk
- Acer chienii Hu & W.C.Cheng
- Acer chingii Hu
- Acer chunii W.P.Fang
- Acer cinerascentiforme Pojark.
- Acer circinatum Pursh
- Acer cissifolium (Siebold & Zucc.) K.Koch
- Acer confertifolium Merr. & F.P.Metcalf
- Acer cordatum Pax
- Acer coriaceifolium H.Lév.
- Acer crassum Hu & W.C.Cheng
- Acer crataegifolium Siebold & Zucc.
- Acer davidii Franch.
- Acer diabolicum Blume ex K.Koch
- Acer distylum Siebold & Zucc.
- Acer duplicatoserratum Hayata
- Acer elegantulum W.P.Fang & P.L.Chiu
- Acer erianthum Schwer.
- Acer erythranthum Gagnep.
- Acer fabri Hance
- Acer fenzelianum Hand.-Mazz.
- Acer forrestii Diels
- Acer fulvescens Rehder
- Acer glabrum Torr.
- Acer gracilifolium W.P.Fang & C.C.Fu
- Acer granatense Boiss. - blada de fulla petita[1]
- Acer grandidentatum Nutt.
- Acer griseum (Franch.) Pax
- Acer heldreichii Orph. ex Boiss.
- Acer henryi Pax
- Acer hilaense Hu & W.C.Cheng
- Acer hyrcanum Fisch. & C.A.Mey.
- Acer insulare Makino
- Acer iranicum Mohtash. & Rastegar
- Acer japonicum Thunb.
- Acer komarovii Pojark.
- Acer kungshanense W.P.Fang & C.Y.Chang
- Acer kuomeii W.P.Fang & M.Y.Fang
- Acer kwangnanense Hu & W.C.Cheng
- Acer kweilinense W.P.Fang & M.Y.Fang
- Acer laevigatum Wall.
- Acer laurinum Hassk.
- Acer laxiflorum Pax
- Acer leipoense W.P.Fang & Soong
- Acer leptophyllum W.P.Fang
- Acer longipes Franch. ex Rehder
- Acer lucidum F.P.Metcalf
- Acer lungshengense W.P.Fang & L.C.Hu
- Acer macrophyllum Pursh
- Acer mandshuricum Maxim.
- Acer mapienense W.P.Fang
- Acer maximowiczianum Miq.
- Acer maximowiczii Pax
- Acer mazandaranicum Amini, H.Zare & Assadi
- Acer metcalfii Rehder
- Acer miaoshanicum W.P.Fang
- Acer micranthum Siebold & Zucc.
- Acer miyabei Maxim.
- Acer monspessulanum L. - auró negre[1]
- Acer morifolium Koidz.
- Acer morrisonense Hayata
- Acer negundo L. - negundo[1]
- Acer nipponicum H.Hara
- Acer oblongum Wall. ex DC.
- Acer obtusifolium Sm.
- Acer okamotoanum Nakai
- Acer oligocarpum W.P.Fang & L.C.Hu
- Acer oliverianum Pax
- Acer opalus Mill. - blada[1]
- Acer orthocampestre G.W.Grimm & Denk
- Acer paihengii W.P.Fang
- Acer palmatum Thunb. - auró japonès[1]
- Acer pauciflorum W.P.Fang
- Acer paxii Franch.
- Acer pectinatum Wall. ex Brandis
- Acer pensylvanicum L.
- Acer pentaphyllum Diels
- Acer pentapomicum J.L.Stewart
- Acer pictum Thunb.
- Acer pilosum Maxim.
- Acer pinnatinervium Merr.
- Acer platanoides L. - erable[1]
- Acer poliophyllum W.P.Fang & Y.T.Wu
- Acer pseudoplatanus L. - fals plàtan[1]
- Acer pseudosieboldianum (Pax) Kom.
- Acer pseudowilsonii Y.S.Chen
- Acer pubinerve Rehder
- Acer pubipetiolatum Hu & W.C.Cheng
- Acer pycnanthum K.Koch
- Acer robustum Pax
- Acer rubrum L.
- Acer rufinerve Siebold & Zucc.
- Acer saccharinum L. - auró argentat[1]
- Acer saccharum Marshall - erable de sucre[1]
- Acer sempervirens L.
- Acer serrulatum Hayata
- Acer shangszeense W.P.Fang & Soong
- Acer shenkanense W.P.Fang ex C.C.Fu
- Acer shenzhenensis R.H.Miao & X.M.Wang
- Acer shihweii F.Chun & W.P.Fang
- Acer shirasawanum Koidz.
- Acer sieboldianum Miq.
- Acer sikkimense Miq.
- Acer sinense Pax
- Acer sino-oblongum F.P.Metcalf
- Acer sinopurpurascens W.C.Cheng
- Acer skutchii Rehder
- Acer sosnowskyi Doluch.
- Acer spicatum Lam.
- Acer stachyophyllum Hiern
- Acer sterculiaceum Wall.
- Acer sutchuenense Franch.
- Acer sycopseoides Chun
- Acer tataricum L.
- Acer tegmentosum Maxim.
- Acer tenellum Pax
- Acer tenuifolium (Koidz.) Koidz.
- Acer thomsonii Miq.
- Acer tibetense W.P.Fang
- Acer tonkinense Lecomte
- Acer triflorum Kom.
- Acer truncatum Bunge
- Acer tschonoskii Maxim.
- Acer tsinglingense W.P.Fang & C.C.Hsieh
- Acer tutcheri Duthie
- Acer ukurunduense Trautv. & C.A.Mey.
- Acer undulatum Pojark.
- Acer velutinum Boiss.
- Acer wangchii W.P.Fang
- Acer wardii W.W.Sm.
- Acer wilsonii Rehder
- Acer yangbiense Y.S.Chen & Q.E.Yang
- Acer yinkunii W.P.Fang
- Acer yui W.P.Fang

### Híbrids
S'han descrit els següents híbrids:
- Acer × freemanii A.E.Murray